# Jacob Smith Jarmann
Jacob Smith Jarmann (ur. 30 maja 1816 w Gudbrandsdalen, zm. 29 marca 1894) – norweski konstruktor broni. W wieku 18 lat zajął się konstrukcją broni, a swój pierwszy karabin skonstruował w 1838. W roku 1870 skonstruował karabin, który od roku 1884 zaczęła użytkować norweska Armia. 10 lat później został wycofany z użytku i zastąpiony karabinem Krag-Jørgensen. W tym samym roku Jarmann zmarł.